# Pandemia de COVID-19 en Vermont
El primer caso de la pandemia de enfermedad por coronavirus en  Vermont, estado de los Estados Unidos, inició el 7 de marzo de 2020. Hay 916 casos confirmados y 53 fallecidos.

## Cronología

### Marzo
El Departamento de Heath de Vermont anunció el primer caso estatal de COVID-19 el sábado 7 de marzo de 2020. Posteriormente se identificó al paciente como hospitalizado en Bennington, Vermont.
El 19 de marzo, se anunciaron las dos primeras muertes por COVID-19, una masculina en White River Junction y la otra femenina en Burlington. Ambos tenían más de 80 años.
El 23 de marzo, se anunció que tres personas más habían muerto en un hogar de ancianos de Burlington, lo que eleva el total estatal a cinco muertes por COVID-19.
El 24 de marzo, el Departamento de Salud de Vermont anunció dos muertes más, incluida una más en un hogar de ancianos de Burlington donde otros cuatro residentes murieron a causa de COVID-19. El estado también anunció que ha probado 1,535 muestras desde el 7 de marzo y ha aumentado la capacidad de prueba en todo el estado.
El 25 de marzo, se anunció la octava muerte en Vermont, nuevamente de un residente en el mismo hogar de ancianos de Burlington donde otros cinco residentes han muerto.
El 31 de marzo, el Departamento de Salud de Vermont reportó 37 nuevos casos confirmados, la mayoría reportados en un solo día, y el número de muertes aumentó a 13.
El 2 de abril, los funcionarios estatales anunciaron que, según las proyecciones actuales, el pico de los casos de COVID-19 en Vermont ocurriría entre mediados y fines de abril y principios de mayo. Los funcionarios declararon que las siguientes semanas "serán fundamentales para salvar vidas" y enfatizaron que las medidas que los Vermonters están tomando para quedarse en casa están haciendo una diferencia.

## Respuesta gubernamental
El 15 de marzo, el gobernador Scott ordenó el cierre de todas las escuelas de Vermont y la cancelación de todas las actividades escolares a más tardar el miércoles 18 de marzo y hasta el 6 de abril como mínimo. El 16 de marzo, el gobernador Scott anunció que su declaración de emergencia se enmendaría para limitar las reuniones públicas a 50 personas o 50% de ocupación. También el 16 de marzo, el alcalde de Burlington, Miro Weinberger, declaró el estado de emergencia de Burlington y ordenó que todos los bares y restaurantes cierren el martes a partir de las 6:00 a. m. y continúen durante al menos 24 horas. Todos los servicios no esenciales de la ciudad también se suspenderán del miércoles 18 de marzo al menos hasta el 6 de abril.